# Comté de Värmland
Le comté de Värmland (Värmlands Län en suédois) est un comté suédois situé au centre-ouest du pays. Il est voisin des comtés de Dalécarlie, Örebro et Västra Götaland. Il partage également une frontière avec les comtés norvégiens d’Østfold, Akershus et Hedmark.

## Provinces historiques
Le territoire du comté de Värmland correspond approximativement à celui de l'ancienne province historique de Värmland, à l'exception des communes de Karlskoga et Degersfors, qui appartenaient au Närke.
Pour l’histoire, la géographie et la culture, voir Värmland et Närke.

## Administration
Le comté de Värmland fut établi en 1779, lorsqu’il fut séparé du comté d'Örebro.
Les principales missions du conseil d’administration du comté (Länsstyrelse), dirigé par le préfet du comté, sont de satisfaire aux grandes orientations fournies par le Riksdag et le gouvernement, de promouvoir le développement du comté et de fixer des objectifs régionaux.

## Communes
Le comté de Värmland est subdivisé en 16 communes (Kommuner) au niveau local :
- Årjäng
- Arvika
- Eda
- Filipstad
- Forshaga
- Grums
- Hagfors
- Hammarö
- Karlstad
- Kil
- Kristinehamn
- Munkfors
- Säffle
- Storfors
- Sunne
- Torsby

## Héraldique
Le comté de Värmland a hérité son blason de la province historique de Värmland. Lorsqu’une couronne royale y est ajoutée, le blason symbolise alors le conseil d’administration du comté.